# Молодіжна збірна Малі з футболу
Молодіжна збірна Малі з футболу — команда, яка представляє Малі на молодіжних міжнародних турнірах і матчах з футболу. Керівна організація — Федерація футболу Малі.

## Досягнення
- Молодіжний чемпіонат світу:
  -  Бронзовий призер (2): 1999, 2015

- Чемпіонат Африки:
  -  Чемпіон (1): 2019
  -  Віце-чемпіон (1): 1989
  -  Бронзовий призер (1): 2015